# Koutojärvi, Övertorneå kommun
Koutojärvi är en by som ligger vid sjön med samma namn längs länsväg 398 i Hietaniemi socken i södra delen av Övertorneå kommun. Östen Mäkitalo, "mobiltelefonins fader", är född i Koutojärvi, liksom bröderna Walter och Sture Korpi.
Sjön Koutojärvi är belägen 84 meter över havet och tillhör Keräsjokis avrinningsområde. Arean är 1,4 km². Cirka en kilometer väster om Koutojärvi finns den något större sjön Penikkajärvi (6,3 km²).